# 반실재론
분석철학에서의 반실재론(反實在論)이라는 말은 어떠한 사물의 객관적 실재성을 부정하는 입장, 또는 검증초월적인 언명의 진위를 묻는 것을 부정하는 입장을 가리키며 쓰인다. 후자의 입장은 때때로 「P에 대해서 진위를 묻는 행위에 관한 사실 따위는 없다」라는 형태로 표현된다. 그렇기에, 타인의 마음, 과거, 미래, 보편, (자연수 같은) 수학적 실체, 윤리적 범주, 물질적 세계, 또는 사고(思考)에 대해서조차 반실재론을 논할 수 있다. 위의 두 가지 설명은 분명히 다르다고 할 수 있지만, 종종 혼동된다. 이를테면, 타인의 마음의 존재를 부정하는 「반실재론자」(독아론자·유아론자)는 「관측불가능한 타인의 마음의 존재를 묻는 형편에 대해서 사실 따위는 없다」라는 「반실재론자」(논리적 행동주의자)와는 조금도 닮지 않는다...

## 철학
이 말은, 마이클 더밋이 「실재론」이라는 논문 속에서 유명론, 개념실재론, 관념론, 현상주의 따위를 포함하는 고전적 철학의론을 재검토하는 과정에서 도입된 것으로 널리 알려지게 되었다. 더밋이 고안해낸 이 수법의 참신함은 수리철학 분야에서 직관주의와 플라톤주의(플라톤적 관념실재론) 중 어느 쪽에 서야하는가를 둘러싸고 벌어졌던 논쟁과 이러한 논의를 비교적으로 본 데 있었다. 직관주의자(수학적 대상에 관한 반실재론자)들에 따르면, 수학적 언명의 진리성은 스스로가 그것을 증명할 수 있는 능력에 의존하며, 플라톤주의자(실재론자)들에 따르면, 수학적 언명의 진리성은 객관적 실재와의 일치에 의존한다. 그렇기에, 직관주의자들에게 있어서는 「P 또는 Q」라는 형태의 언명은 스스로가 P를 증명할 수 있는지, 또는 Q를 증명할 수 있는 경우에만, 참으로 한다. 이것은 선언(選言)적 성질(영어: disjunction property)이라고 불린다. 특히, 언명 P를 증명도 반증도 할 수 없는 경우가 있기 때문에, 일반적으로 「P 또는 P가 아님」은 참이다(배중률)를 주장하는 것은 불가능하다. 마찬가지로, 직관주의자들은 고전논리에서의 존재성질(영어: existence property)의 결여(φ가 내포하는 언사 t의 예를 하나도 들 수 없다고 해도 ∃x,φ(x)를 증명할 수 있음)에 반대한다. 더밋은 고전적 형태에서의 여러 반실재론의 근저(根底)에는 진리에 대한 직관주의적인 사고방식이 잠재하여 있다고 논한다. 그는 이 반실재론이라는 사고방식을 이용하면서 현상주의를 재해석하여, 그것이 (옹호할 수 없다고 종종 여겨지는) 환원주의라는 형식을 갖추지 않아도 성립한다고 주장한다.
과학철학에서는 반실재론은 주로 전자와 같은 「관측불가능한」 실체의 비실재성에 관한 주장에 적용되고 있다. 그들의 실체는 인간의 일반적 감각기관으로는 검지할 수 없음에도, 대부분의 사람들은 그것들이 실재한다고 주장한다. 아가사(阿迦舍)에는 이러한 반실재론과 실재론을 비교한 간결한 의론이 있다. 이언 해킹 역시 이와 같이 정의하고 있다. 과학철학에서 반실재론자의 입장은 때때로 도구주의, 즉 관측불가능한 (또는 간접적으로만 관측가능한) 실체의 존재에 대하여 단순히 기능주의적인 관점을 취하는 입장이라고 생각된다. 기능주의적인 관점을 취하면, X는 이론Y 내부에서 작용하는 범위에서만 존재하며, 그 범위를 넘어 무언가 존재론적인 주장을 해서는 안된다.

## 문예
문예(시각예술, 문학, 음악, 시 따위의)에서는 반실재론이나 반사실주의(反寫實主義)라는 말은 위의 철학적 표현 중 어느 하나의 의미로 쓰이거나, 또는 단순히 실재론, 사실주의(그것이 어떠한 의미이든)와의 비교로서 쓰이는 경우가 있다. 그렇기에 시각예술에서의 초현실주의에는 반실재론적인 경향이 있으며, 또한 1960년대에 미국에서 자주 보인 사이키델릭 밴드는 「반실재론적」이었다. 이들의 술어(術語)는 예술에 응용될 때에는 철학적인 것에 대해서 이야기하는 경우와 비교해서는 정확함에 있어서는 뒤떨어진다고 여길 수 있다. 반실재성이라는 말도 이 뜻으로 쓰일 때가 있으나, 또다른 뜻으로 쓰이는 일도 있다.

## 같이 보기
- 아런트 헤이팅
- 크리스핀 라이트
- 실재론